# Mozdok
Mozdok (en russe : Моздок ; en ossète : Мæздæг) est une ville de la république d'Ossétie-du-Nord-Alanie, une république autonome de Russie, et le centre administratif du raïon de Mozdok. Sa population s'élevait à 39 232 habitants en 2013.

## Géographie
Mozdok est située sur la rive gauche du fleuve Terek, à 78 km au nord de Vladikavkaz, capitale de la république, la ville possède une gare et une base aérienne.

## Histoire
Mozdok a été fondée en 1759. Le nom de la ville signifie littéralement « forêt dense » dans la langue kabarde. Le prince Potemkine fonda la forteresse en 1763, établissant 517 familles de Cosaques de la Volga dans des stanitsas des alentours. Cinq sotnias formèrent le Régiment Mozdokski, montant la garde sur une ligne de quatre-vingts verstes (80 km) le long du Terek. Le statut de ville fut accordé à Mozdok en 1785.
En 1829, la ville, composée de Russes, d'Arméniens, de Géorgiens, d'Ossètes et de Tatars, comptait 4 000 habitants selon Jean-Charles de Besse.
Pendant la Seconde Guerre mondiale, Mosdok est capturé le 25 août 1942 par les troupes allemandes qui franchissent le Terek et le 24 janvier 1943, elle est reprise par l’Armée rouge.
En juin 2003, un attentat-suicide provoqua le chaos dans la ville, lorsqu'un autobus transportant du personnel de l'armée de l'air russe fut percuté par une voiture chargée d'explosifs. Le 1er août de la même année, un hôpital militaire de Mozdok fut la cible d'un autre attentat-suicide. Le bâtiment fut gravement endommagé par l'explosion d'un gros camion, qui coûta la vie à plus de cinquante personnes. Ces attentats s'inscrivaient dans une série d'attaques contre les installations russes à Mozdok, qui commencèrent au début de la seconde guerre de Tchétchénie.

## Population
Recensements (*) ou estimations de la population
| 1856   | 1897* | 1926*  | 1939*  | 1959*  | 1970*  |
| ------ | ----- | ------ | ------ | ------ | ------ |
| 10 000 | 9 330 | 14 008 | 19 081 | 25 611 | 32 350 |

| 1979*  | 1989*  | 2002*  | 2010*  | 2012   | 2013   |
| ------ | ------ | ------ | ------ | ------ | ------ |
| 34 394 | 38 037 | 42 865 | 38 748 | 39 089 | 39 232 |